# 小熱列布基
49°42′22″N 26°32′6″E / 49.70611°N 26.53500°E
小熱雷布基（烏克蘭語：Малі Жеребки）是位於烏克蘭西部的村莊，由赫梅利尼茨基州裡赫梅利尼茨基區的泰奧菲波爾市鎮負責管轄。該村始建於1400年，面積0.86平方公里，海拔高度292米，2001年人口136，人口密度每平方公里158.7人。